# Rutherford (moteur-fusée)
Le Rutherford est un moteur-fusée à ergols liquides développé par Rocket Lab pour propulser les deux premiers étages de la fusée Electron. Brûlant un mélange de RP-1 et d'oxygène liquide, il s'agit du premier moteur-fusée opérationnel ayant recours à une alimentation en ergols par des pompes électriques, elles-mêmes alimentées par des batteries au lithium. Il produit une poussée de 24 kN et a pour impulsion spécifique 311 s au niveau de la mer et 343 s pour la version optimisée pour le vide spatial. Il est nommé d'après le physicien et chimiste néo-zélando-britannique Ernest Rutherford.
Le moteur est qualifié au vol en mars 2016 et vole pour la première fois le 25 mai 2017.